# Temelucha platensis
Temelucha platensis är en stekelart som först beskrevs av Brethes 1917.  Temelucha platensis ingår i släktet Temelucha och familjen brokparasitsteklar. Inga underarter finns listade i Catalogue of Life.